# Hintata
Hintata era una tribu bereber masmuda de Marruecos en la Edad Media. 
Eran el componente principal del movimiento de los almohades, que surgió en el siglo XII. La dinastía de los háfsidas de Túnez, ramal de los almohades, era de origen Hintata también.
En el siglo XVI la tribu se erige como un Estado nominalmente vasallo de los wattásidas, que los saadíes conquistaron en 1524.